# Finanzamt

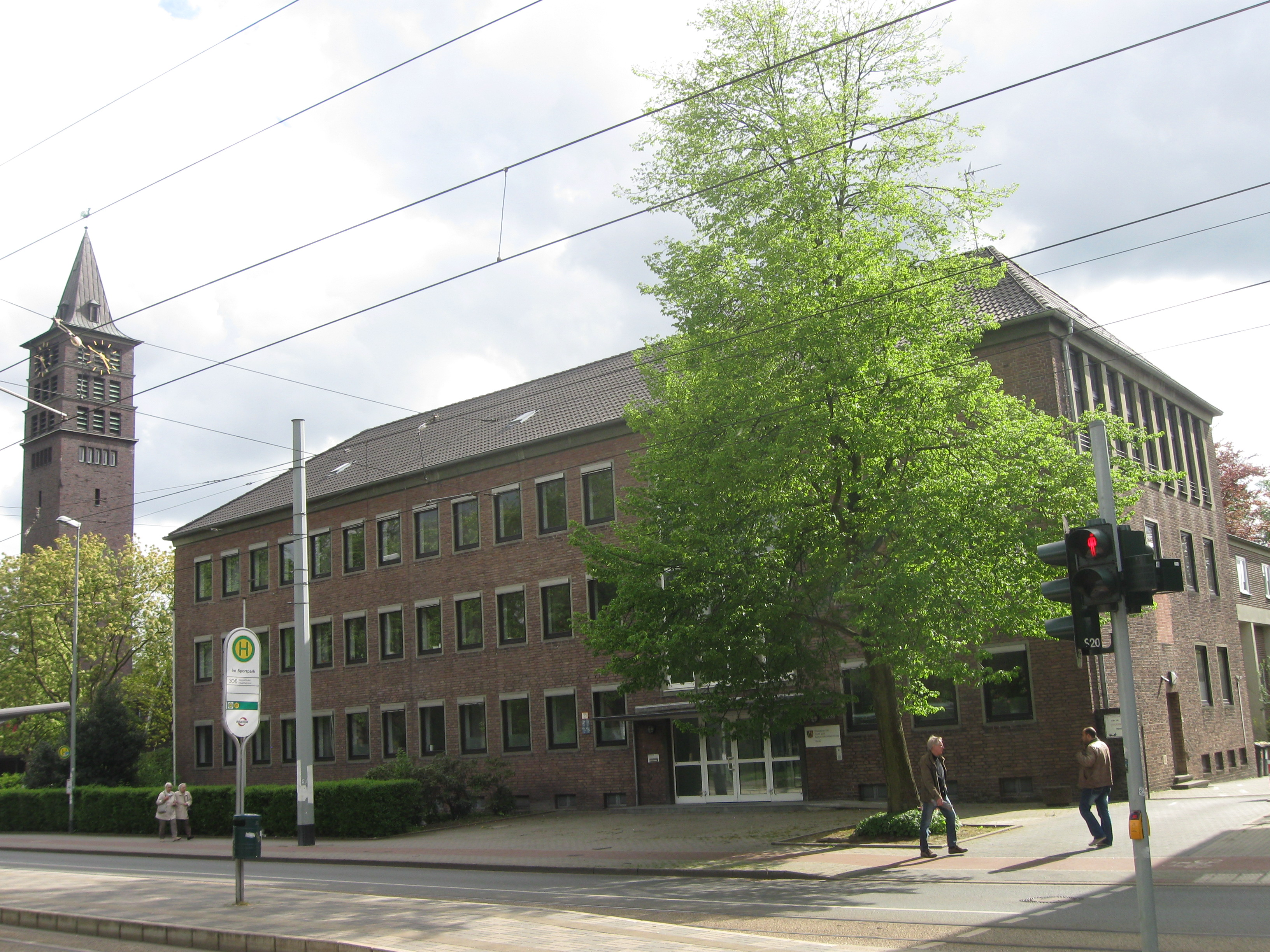
Das Finanzamt für Groß- und Konzernbetriebsprüfung in Herne

Ein Finanzamt ist eine örtliche Behörde der Finanzverwaltung.

## Deutschland

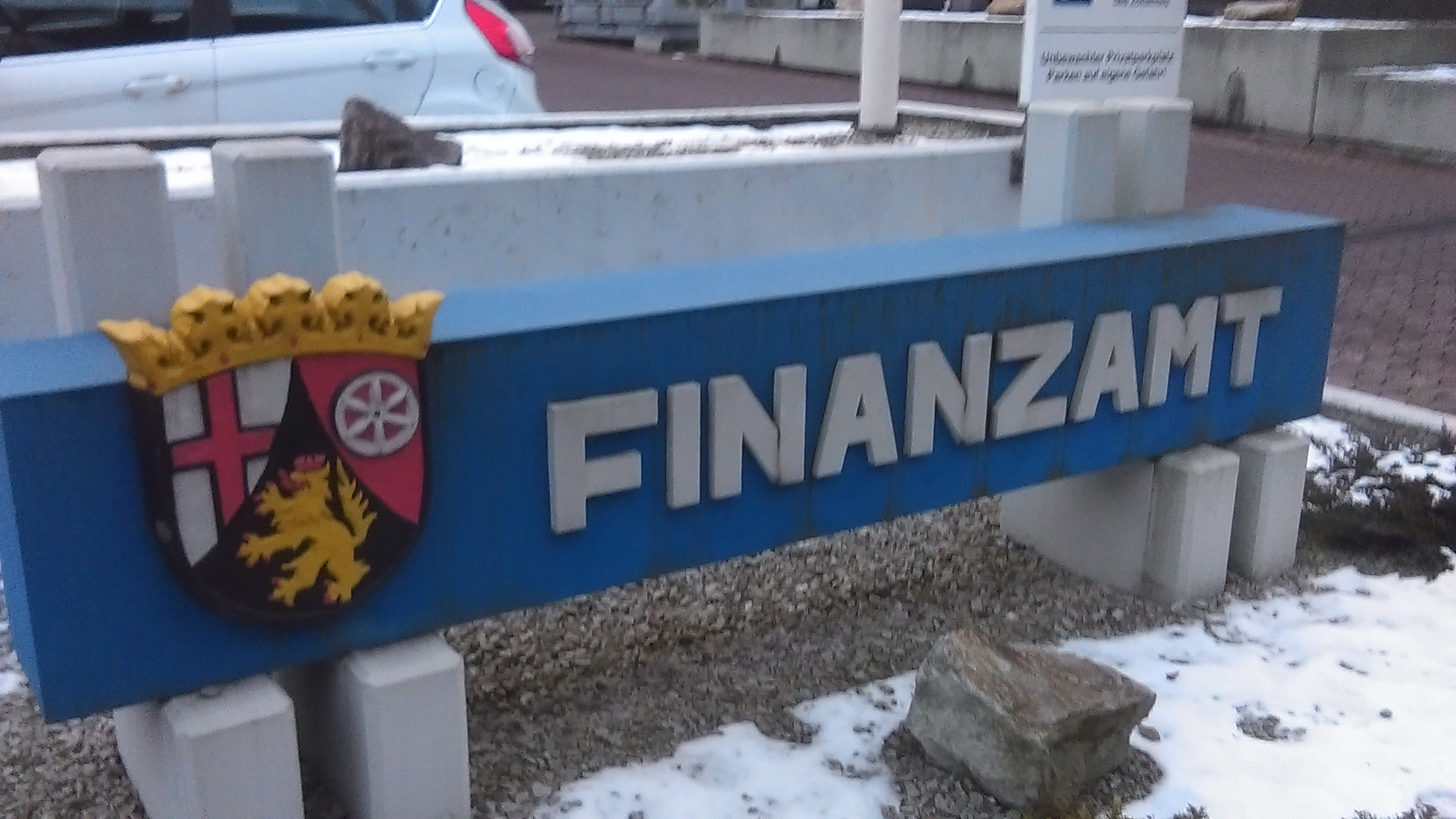
Schild am Finanzamt Idar-Oberstein

Die Finanzämter sind Landesbehörden, deren Aufgaben im Gesetz über die Finanzverwaltung (FVG) festgelegt sind. Nach § 17 FVG umfassen diese die Verwaltung der Steuern mit Ausnahme der bundesgesetzlich geregelten Verbrauchsteuern, soweit die Verwaltung nicht den Bundesfinanzbehörden oder Gemeinden übertragen worden ist.
Übergeordnete Behörde in allen Bundesländern war ursprünglich die Oberfinanzdirektion (OFD). Seitdem die Dreigliedrigkeit der Finanzverwaltung durch eine Änderung des Finanzverwaltungsgesetzes im Jahre 2001 nicht mehr zwingend gesetzlich vorgeschrieben ist, wurden einige Oberfinanzdirektionen teilweise aufgelöst. Stattdessen wurde z. B. in Bayern ein Bayerisches Landesamt für Steuern geschaffen oder die Finanzämter wurden direkt der Landesfinanzbehörde des jeweiligen Landes unterstellt. Beispielsweise sind dies in Brandenburg das Ministerium der Finanzen bzw. in Berlin die Senatsverwaltung für Finanzen. Die interne Organisation der Finanzämter wird durch die jeweilige Geschäftsordnung für die Finanzämter (FAGO) geregelt.
Im Zuge der Automatisierung der Verwaltung versucht man, Teile der Tätigkeiten an Rechenzentren zu übertragen, z. B. im Rahmen des ELSTER-Projekts. Das örtlich und sachlich zuständige Finanzamt kann über das System GEMFA ermittelt werden.

## Österreich
Seit 1. Jänner 2021 werden sämtliche Aufgaben der zuvor bestehenden Finanzämter vom Finanzamt Österreich bzw. vom Finanzamt für Großbetriebe wahrgenommen. Beide Behörden sind als nachgeordnete Dienststellen des Bundesministeriums für Finanzen eingerichtet. Deren Aufgaben sind im Wesentlichen in der Bundesabgabenordnung (BAO, Bundesgesetz vom 28. Juni 1961, betreffend allgemeine Bestimmungen und das Verfahren für die von den Abgabenbehörden des Bundes verwalteten Abgaben, BGBl. Nr. 194/1961) geregelt.
Das Finanzamt Österreich (FAÖ) ist eine Abgabenbehörde mit bundesweiter Zuständigkeit für sämtliche Aufgaben, deren Wahrnehmung keiner anderen Abgabenbehörde zukommt sowie spezieller Aufgaben (§ 60 BAO). Wesentliche Aufgaben des FAÖ sind die Arbeitnehmerveranlagung, die Abwicklung der Familienbeihilfe, die Festsetzung von Steuern für Einzelunternehmer sowie Personengesellschaften und Gesellschaften mit beschränkter Haftung, für die nicht das Finanzamt für Großbetriebe zuständig ist. Dazu gehört auch die Einhebung und Einbringung von Abgaben. Zusätzlich ist dem Finanzamt Österreich die Dienststelle Sonderzuständigkeiten für Gebühren, Verkehrsteuern, Glücksspiel, Spenden etc. und das FinanzService-Center (FS-C) für Auskünfte, ausgenommen persönlicher Kontakte, unterstellt.
Das Finanzamt für Großbetriebe dagegen ist eine Abgabenbehörde mit bundesweiter Zuständigkeit  u. a. für Großbetriebe (Umsatz mehr als 10 Mio. €), Finanzdienstleister, Unternehmensgruppen, Stiftungen und Fonds sowie gemeinnützige Bauvereinigungen.
Bis zur Umsetzung des Finanz-Organisationsreformgesetz (FORG) bestanden in Österreich 41 Finanzämter, welche alle eigenständige Behörden darstellten. Hierbei wurde zwischen Finanzämtern mit allgemeinem (31), erweitertem (9) und besonderem (1) Aufgabenkreis unterschieden.
Die österreichische Abgabenkontonummer besteht aus 9 Ziffern im Format XX/XXX-XXXX. Eine Unterteilung in Finanzamtsnummer (erste beiden Stellen) und Steuernummer (Stellen 3 bis 9) wird seit der Zusammenführung der eigenständigen Finanzämter im Zuge des FORG nicht mehr vorgenommen.